# MX (Automarke)
MX war eine brasilianische Automarke.

## Markengeschichte
Ein Unternehmen aus Fortaleza unter Leitung von Manuel Xavier begann Mitte der 1980er Jahre mit der Produktion von Automobilen. Der Markenname lautete MX. Hauptabsatzmarkt war Pernambuco. Anfang der 1990er Jahre endete die Produktion.

## Fahrzeuge
Im Angebot standen VW-Buggies. Auf einen Rohrrahmen wurde eine offene türlose Karosserie aus Fiberglas montiert. Hinter den vorderen Sitzen war eine Überrollvorrichtung. Die erste Ausführung war vom Baby von Beach Buggies e Lanchas inspiriert. Eckige Scheinwerfer waren in die Fahrzeugfront integriert. Der Super von 1990 verband Designelemente des Fyber mit den Abmessungen des Selvagem.